# Ethan Rom
Ethan Rom egy szereplő az ABC sorozatában, a Lostban. William Mapother alakítja.

## A repülőgép lezuhanása előtt
Ethan társaival, „Többiek”-kel együtt egy utópikus kis településen élt. A katasztrófa előtti percekben épp Juliet vízvezetékrendszerét szerelte. A földrengések arra kényszerítették, hogy abbahagyja a munkáját. Az égre feltekintve látja, ahogy az Oceanic 815-ös repülőgépjárat két részre szakad, majd a sziget két különböző részén lezuhan. Benjamin Linus elküldi őt a géptörzs lezuhanási helyére, hogy férkőzzön az esetleges túlélők közelébe. Figyelmezteti, hogy nem beszélhet semiről, csakis akkor beszéljen, ha a túlélők kérdeznek tőle valamit. Ethan elmegy végrehajtani feladatát.

## A repülőgép lezuhanása után
Ethan túlélőnek adta ki magát. Locke-ot több vadászatára is elkísérte. Ethan találta meg a golffelszerelést, amit Hurley a „golfklubban” hasznosított.
A 15. napon, Ethan megpróbált befecskendezni valamit Claire-be amíg aludt, de Claire sikítozás közben felébredt. Ethan gyorsan elmenekült, még mielőtt a túlélők odaértek volna. Nem sokkal ezután úgy tért vissza oda, mintha semmit sem tudna a történtekről.
Amikor Hurley listát készített a túlélőkről, Ethant is megkérdezte pár dologról. Ethan azt mondta neki, Ontarióból jött. Hurley később rájött, hogy Ethan hazudott, ugyanis összehasonlította a feljegyzéseit az utaslistával, és Ethant nem találta rajta. Ám a felismerés elkésett! Ethan elfogta Charliet és Clairet, majd elhurcolta őket. Jack, Kate, Locke és Boone üldözőbe vették őt, de nem akadtak a nyomára. Ethan felfedte magát Jacknek, és verekedésbe keveredett vele. Ethan könnyedén győzte le őt. Miközben a lábával leszorította Jacket, figyelmeztette őt, hogy ha továbbra is követi őt, valakit meg fog ölni. Ezt követően Ethan újra elmenekült. Kicsivel később Jack és Kate megtalálták Charlie-t, aki megkötözve lógott le egy fáról.
Ethan elvitte Clairet a DHARMA intézmény egyik állomására, a Pálcára, hogy elvegyék Claire-től a kisbabáját, ha az megszületik. Begyógyszerezte Clairet, hogy engedelmességre és higadtságra kényszerítse. Beinjekciózott valamit Claire hasába (valószínűleg azt, amit már a táborban is be akart adni neki). Mikor megmutatta Clairenek a gyerekszobát, Tom megszidta őt, mert nem csinált listát, mielőtt elhozta Clairet.
Ethan egyszer az állomáson kívülre is elvitte Clairet. Adott neki egy kulacs vizet, ami Claire szerint szörnyen keserű volt. Beszélgetésük közben Ethan elmondta Clairenek, hogy csak akkor kell odaadnia a kisbabáját, ha biztosan ezt akarja. Társairól és magáról azt mondta, hogy ők „egy nagy család”. 
Miután Claire visszatért a túlélők táborához (Alex és Danielle Rousseau segítségével), Ethan megtámadta Charlie-t és Jint a dzsungelben. Azt mondta Charlie-nak, hogy mindennap meg fog ölni egyet a túlélők közül, mindaddig, amíg Clairet nem adják vissza. Ethan megtartja szavát: még aznap éjjel megöli Scott-ot.
Jack, Locke, Sayid, Sawyer, Kate és Claire csapdát állít Ethannak. Sikerül földrekényszeríteniük őt. Úgy tervezik, hogy elviszik magukkal a táborba, és kivallatják. Charlie azonban nem akar ily módon kegyelmezni neki, ezért szerez egy pisztolyt, és 4 lövéssel megöli. Holttestét Hurley és Charlie temették el.